# Prohibido
 Prohibido és una pel·lícula documental de l'Argentina filmada en colors dirigida per Andrés Di Tella sobre el seu propi guió basat en una recerca de Roberto Barandalla que es va estrenar el 2 de maig de 1997 i que recull entre altres testimoniatges els de Norma Aleandro, Beatriz Sarlo, Osvaldo Bayer i Eduardo Pavlovsky.

## Sinopsi
Retrat de la persecució de diversos intel·lectuals en el període que va des del derrocament de María Estela Martínez de Perón fins a la Guerra de les Malvines.

## Testimoniatges
- Norma Aleandro
- Beatriz Sarlo
- Osvaldo Bayer
- Eduardo Pavlovsky
- Mariano Grynberg
- Ricardo Piglia
- Alberto Ure
- Pedro Villani
- Jacobo Timerman
- Kive Staiff
- Horacio Guarany
- Douglas Vinci

## Comentaris
Juan José Minatel a Sin Cortes va escriure:
| « | «El film conjuga diverses línies narratives però sempre basades en els relats que ofereixen els entrevistats; alguns lamentablement, sonen massa parcials i altres censurats -en el millor sentit de la paraula- per l'autor, ja que no podem concebre, per exemple, que Osvaldo Bayer només hagi aportat el que mostra la pantalla.» | » |

Jorge García a El Amante del Cine va opinar:
| « | «Un còctel d'opinions que dilueix el problema central i sembla més que res un treball destinat a promocionar la figura de Pacho O’Donnell com a banderer del ressorgiment cultural argentí.» | » |

AO a La Razón va opinar:
| « | «Des de diferents trinxeres polítiques es reclamarà segurament al film de Di Tella per determinats subratllats o absències, però en temps en què es proclama l'oblit com a gest de salut, Prohibido acciona una poderosa alarma per totes aquelles consciències que creïn a la cultura un camp a saldo dels autoritaris.» | » |

Manrupe i Portela escriuen:
| « | «En la seva parcialitat, imprescindible revisió de la cultura argentina durant els anys de la dictadura…Inclou fragments de diverses pel·lícules argentines dels anys 70’ i 90’.» | » |

## Nominació
La pel·lícula va estar entre les candidates seleccionades per l'Asociación de Cronistas Cinematográficos de la Argentina pel Premi Cóndor de Plata 1998 a la Millor Opera Prima.